# Minot Air Force Base
La Minot Air Force Base anche nota semplicemente come Minot AFB è un aeroporto militare della United States Air Force situato a circa 20 chilometri dalla località di Minot in Dakota del Nord.
La base aerea si trova attualmente sotto il comando dell'Air Combat Command ed è una delle due basi aeree che ancora ospitano i bombardieri B-52 Stratofortress. La base dispone di una pista di decollo lunga 4022 metri e dispone di oltre 5000 persone alle proprie dipendenze.

## Storia

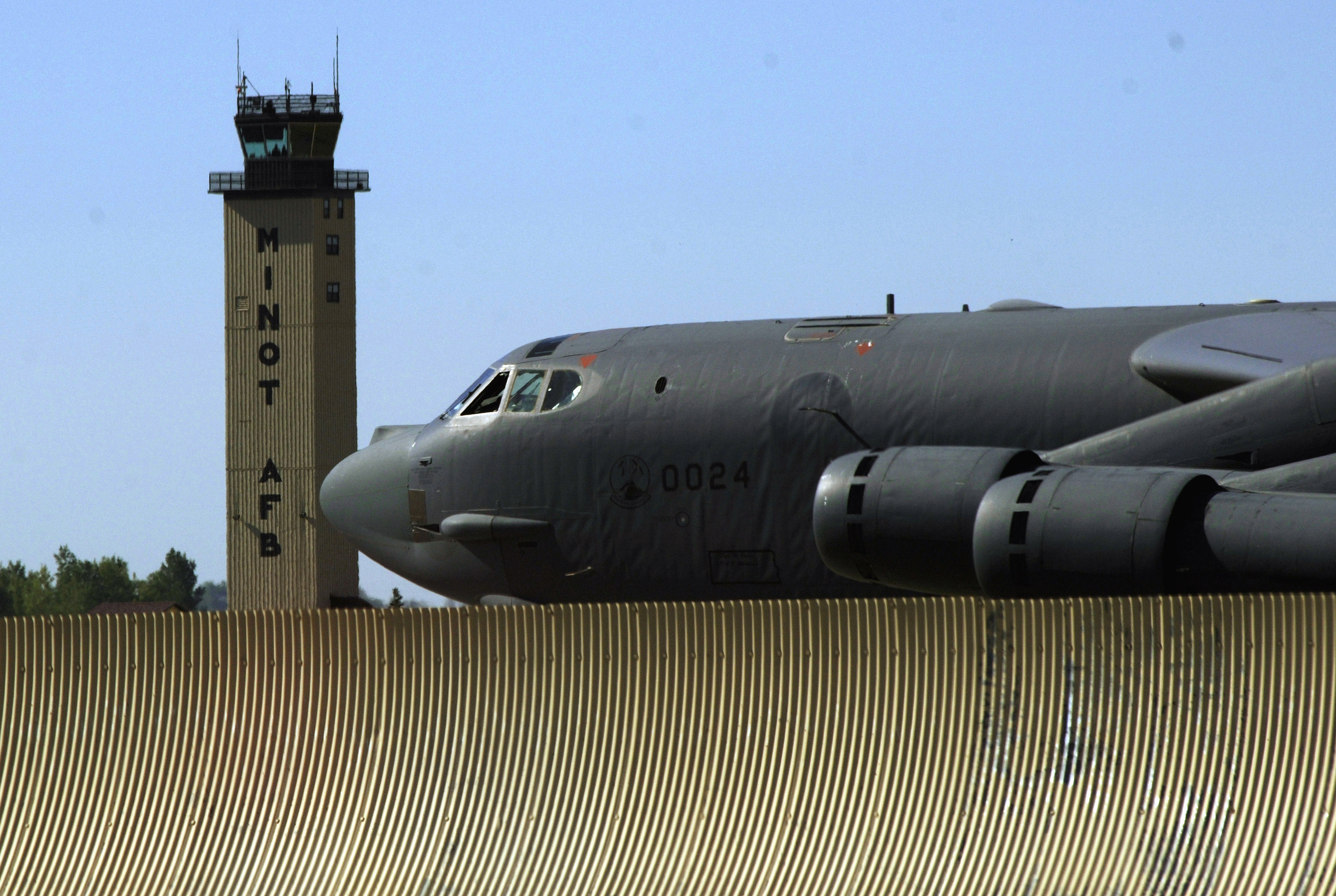
Un B-52H in primo piano con la torre di controllo sullo sfondo

Per contrastare a metà degli anni cinquanta il rischio di un attacco sovietico attraverso lo spazio aereo del circolo polare artico, la United States Air Force decise di costruire alcune basi aeree negli stati settentrionali al confine con il Canada dove schierare gruppi di caccia intercettori dell'Air Defense Command. Tra questi nuovi aeroporti militari ci fu anche la base costruita nei pressi di Minot dalla quale prende il nome, la Minot AFB appunto.
I lavori di costruzione iniziarono il 12 luglio 1955 anche se il grosso dei lavori iniziò solamente a partire dal 19 maggio 1956 e il 1º dicembre dello stesso anno fu deciso di dare alla base il nome di Minot Air Force Base. I lavori furono infine ultimati l'8 febbraio 1957 e lo stesso giorno il 32d Fighter Group fu assegnato a questa base aerea. A partire dal 23 settembre 1959 fu stazionata presso la Minot AFB il primo KC-135A Stratotanker e poco dopo venne deciso di trasformare Minot in una delle principali basi del Strategic Air Command, equipaggiata con bombardieri strategici Boeing B-52 Stratofortress e missili balistici intercontinentali LGM-30 Minuteman.
Da allora la base aerea di Minot ha ospitato ininterrottamente diverse squadriglie di bombardieri B-52 impegnati in missioni di addestramento, allerta a terra e, fino al 1968, allerta in volo. Dal 1992 dopo che lo Strategic Air Command è stato disciolto, anche le missioni di allerta a terra sono state interrotte; la Minot AFB, che controlla ancora i bombardieri B-52 del 5° Bomb Wing e i missili Minuteman III del 91st Missile Wing, è stata assegnata al Air Force Global Strike Command.